# Salvador Melià Magriñan
Salvador Melià Magriñan (La Vall d'Uixó, 1 d'abril de 1977) és un ciclista en pista valencià. Campió d'Espanya en diverses modalitats, va participar en els Jocs Olímpics de Sydney i en els d'Atenes on va obtenir un diploma olímpic en Velocitat per equips. En aquesta mateixa modalitat. ha guanyat dues medalles als Campionats del Món.
Després de la seva retirada, va ser nomenat seleccionador estatal en pista.

## Palmarès
- 1994
  -  Campió d'Espanya en Velocitat per equips (amb José Barea i Fernando Escoda)
- 2000
  -  Medalla de bronze al Campionat del món en Velocitat per equips (amb José Antonio Villanueva i José Antonio Escuredo)
  -  Campió d'Espanya de Velocitat
- 2002
  -  Campió d'Espanya en Velocitat per equips (amb Rubén Donet i Adrián Sánchez)
- 2003
  -  Campió d'Espanya en Velocitat per equips (amb Rafael Fernández i Adrián Sánchez)
- 2004
  -  al Campionat del món en Velocitat per equips (amb José Antonio Villanueva i José Antonio Escuredo)
  -  Campió d'Espanya en Velocitat per equips (amb Rubén Donet i Adrián Sánchez)
- 2005
  -  Campió d'Espanya de Kilòmetre contrarellotge

### Resultats a laCopa del Món
- 2000
  - 1r a Moscou i Cali, en Velocitat per equips
- 2001
  - 1r a Pordenone, en Velocitat per equips
- 2002
  - 1r a Cali, en Velocitat per equips
- 2003
  - 1r a Moscou, en Velocitat per equips